# Музей Эраван
Музей Эраван (тайск. พิพิธภัณฑ์ช้างเอราวัณ) — музей в провинции Самутпракан, Таиланд. Музей расположен в трёхэтажном здании, верхний этаж которого находится внутри статуи гигантского трехголового слона. Коллекцию музея составляют древние религиозные объекты, собранные тайским миллионером Леком Вирияпантом, создателем музея.

## История музея
Эраван (Айравата) — персонаж индуистской мифологии, трёхголовый слон Индры. Музей в виде слона вместе с Древним Сиамом и Храмом Истины в Паттайе стал одним из трёх крупных проектов миллионера Лека Вирияпанта, посвящённых истории Таиланда. Строительство музея началось в 1994 году и продолжалось более 10 лет. Главной сложностью проекта стало создание статуи слона, массивные головы которой не имеют опоры и распределяют своё вес на четыре ноги за счёт внутренних конструкций.
План музея Лек Вирияпант создал сам, а затем передал на проработку художникам, работавшим над проектом Древнего Сиама. После появления макета здания со статуей слона на крыше, к реализации проекта были приглашены архитектор Суваннее Напасавангвонг и скульптор Ракчарт Сричанкен, а руководство взял на себя старший сын Вирияпанта, Пагпеан.
После одобрения проекта администрацией провинции, 13 июля 1994 года состоялась церемония закладки первого камня, а с 12 октября 1994 года началось непосредственное возведение конструкции. Строительство проходило в несколько этапов: сначала было возведено знание-пьедестал, имеющее купольную крышу, затем на нём укреплены железобетонные ноги и стальной каркас тела слона. После этого на земле были собраны головы, которые затем разрезались на крупные части, поднимались наверх и устанавливались на своё место. Окончательный вид слон приобрёл после покрытия медными пластинами его тела и выполненных на нём украшений.
Внутренняя отделка здания была поручена мастерам из провинций Накхонситхаммарат и Чиангмай. Металлические детали интерьера изготавливались из пьютера, который Лек Вирияпант изначально предполагал использовать для облицовки слона, но, как выяснилось, это было невозможно. Решение использовать сплав внутри здания было принято уже после смерти Вирияпанта в 2000 году как дань его памяти. Лепные украшения из искусственного мрамора созданы Самроуем Аемоатхом из провинции Пхетбури.
Открытие музея состоялось в 2004 году.

## Структура музея

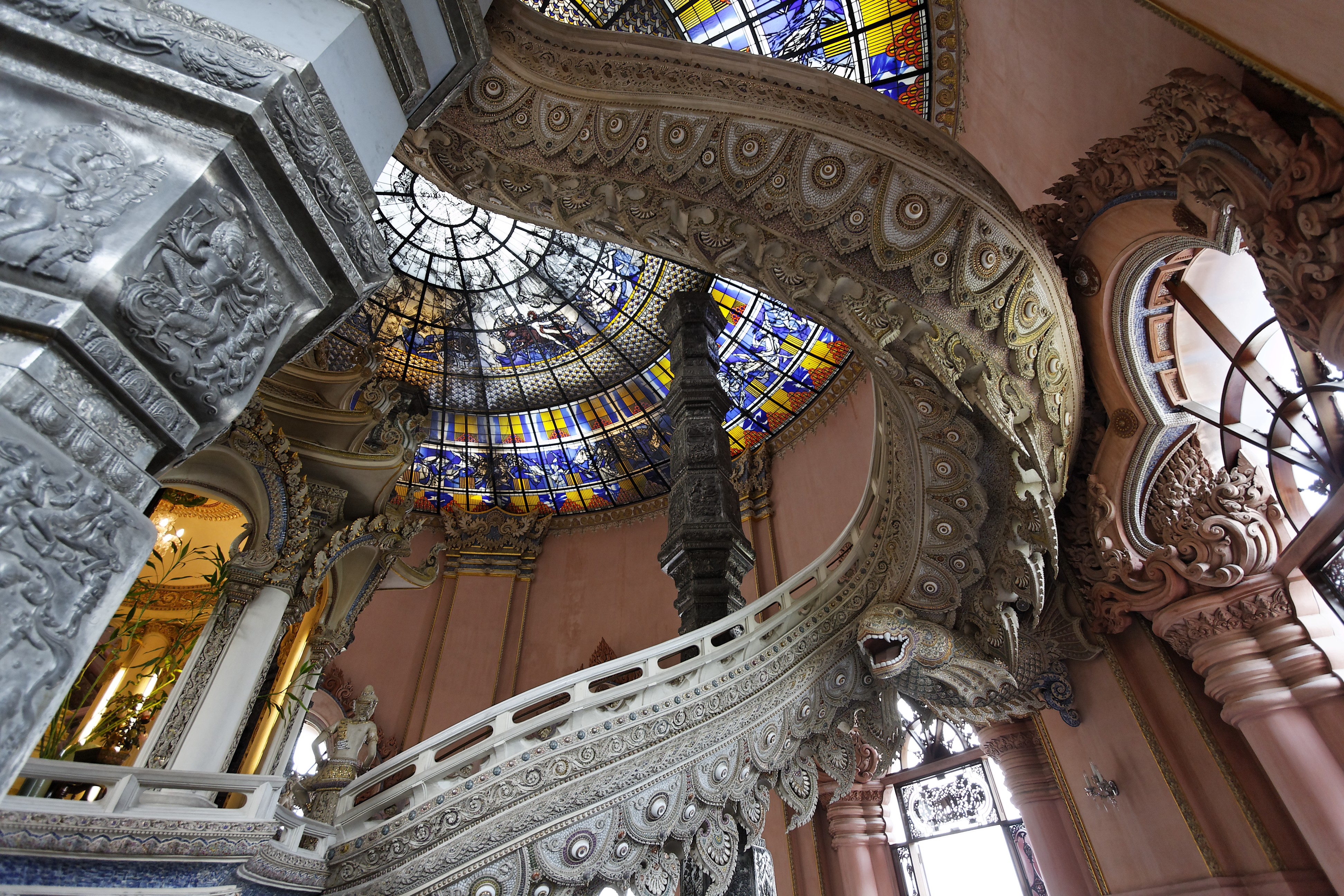
Интерьер второго этажа

Музей состоит из трёх этажей и отражает индуистские представления об устройстве вселенной. Подвальный этаж представляет подземный мир, средний — мир людей и верхний, расположенный внутри слона — небеса. Установленная на железобетонном здании статуя слона имеет стальной каркас и облицовку из медных пластин, отлитых по форме скульптуры. Общая масса слона составляет 250 т, из них на головы приходится 100 т; высота 29 м, длина 39 м, ширина 12 м. Здание-пьедестал имеет высоту 15 м.
Вокруг главного здания музея разбит сад, украшенный скульптурными композициями.

## Экспозиция
Первый этаж, подземный мир, содержит коллекцию китайских ваз династий Мин и Цин, а также фотографии и плакаты, рассказывающие об истории строительства музея.
Второй этаж, представляющий землю — мир людей, имеет наибольший объём и содержит коллекцию ценных предметов антиквариата и искусства, включая образца азиатской и европейской керамики. Здесь же установлена статуя Гуаньинь, богини с тысячей рук. 
Одной из важных деталей среднего зала являются четыре опорные колонны, отделанные пластинами из пьютера и представляющие чеканные иллюстрации трёх мировых религий: христианство и дхармические индуизм и два течения буддизма — махаяну и тхераваду. Купол здания выполнен в виде витража, выполненного в Германии. Вдоль стен зала спиральная лестница ведёт на площадку под ногой слона, винтовая лестница внутри ноги позволяет подняться внутрь статуи.
Верхний этаж представляет собой рай, который по индуистской и буддийской космологии находится на вершине горы Меру. Среди выставленных здесь экспонатов — реликвии и древние статуи Будды, датируемые различными эпохами, включая Лопбури, Аютия, Ланна и Раттанакосин. Потолочная роспись представляет собой стилизованное изображение Солнечной системы с Солнцем, восемью планетами и поясом астероидов.